# Малопобіянська сільська рада
Малопобіянська сільська́ ра́да — адміністративно-територіальна одиниця та орган місцевого самоврядування в Дунаєвецькому районі Хмельницької області. Адміністративний центр — село Мала Побіянка.

## Загальні відомості
Малопобіянська сільська рада утворена в 1927 році.
- Територія ради: 23,408 км²
- Населення ради: 821 особа (станом на 2001 рік)

## Населені пункти
Сільській раді підпорядковані населені пункти:
- с. Мала Побіянка
- с. Заголосна
- с. Притулівка

## Склад ради
Рада складається з 12 депутатів та голови.
- Голова ради: Глупак Василь Васильович
- Секретар ради: Драгомерецька Людмила Василівна

### Керівний склад попередніх скликань
| Прізвище, ім'я, по батькові   | Основні відомості                                                               | Дата обрання | Дата звільнення |
| ----------------------------- | ------------------------------------------------------------------------------- | ------------ | --------------- |
| Глупак Василь Васильович      | Сільський голова, 1959 року народження                                          | 26.03.2006   | 31.10.2010      |
| Павлюкевич Михайло Опанасович | Сільський голова, 1952 року народження, освіта вища, безпартійний               | 31.10.2010   | 04.12.2013      |
| Глупак Василь Васильович      | Сільський голова, 1959 року народження, освіта середня спеціальна, безпартійний | 25.05.2014   |                 |

Примітка: таблиця складена за даними сайту Верховної Ради України

### Депутати
За результатами місцевих виборів 2010 року депутатами ради стали:

#### За суб'єктами висування
| Суб'єкт висування | Кількість обраних депутатів | %   |
| ----------------- | --------------------------- | --- |
| Самовисування     | 12                          | 100 |

#### За округами
| № округу | Прізвище, ім'я, по батькові        | Дата визнання обраним | Освіта             | Партійна приналежність | Відомості про обраного депутата            |
| -------- | ---------------------------------- | --------------------- | ------------------ | ---------------------- | ------------------------------------------ |
| 1        | Вознюк Валентина Михайлівна        | 01.11.2010            | середня            | позапартійна           | Малопобіянський дитячий садок, повар       |
| 2        | Ткачук Олена Григорівна            | 01.11.2010            | вища               | позапартійна           | пенсіонер                                  |
| 3        | Драгомерецька Людмила Василівна    | 01.11.2010            | середня спеціальна | позапартійна           | Малопобіянська сільська рада, секретар     |
| 4        | Павлюкеивч Олександр Володимирович | 01.11.2010            | середня            | позапартійний          | ТОВ «СТІОМІ -Холдінг», різноробочий        |
| 5        | Бевзюк Галина Опанасівна           | 01.11.2010            | середня            | позапартійна           | пенсіонер                                  |
| 6        | Басюк Ніна Олександрівна           | 01.11.2010            | середня            | позапартійна           | тимчасово не працює                        |
| 7        | Півторак Віталій Володимирович     | 01.11.2010            | вища               | позапартійний          | пенсіонер                                  |
| 8        | Солодкий Василь Володимирович      | 01.11.2010            | вища               | позапартійний          | пенсіонер                                  |
| 9        | Герасімова Надія Володимирівна     | 01.11.2010            | середня            | позапартійна           | Територіальний центр, соціальний працівник |
| 10       | Снятинський Роман Анатолійович     | 01.11.2010            | середня            | позапартійний          | ТОВ «СТІОМІ -Холдінг», різноробочий        |
| 11       | Сковбель Тетяна Михайлівна         | 01.11.2010            | середня            | позапартійна           | Територіальний центр, соціальний працівник |
| 12       | Борщевський Василь Іванович        | 01.11.2010            | середня            | позапартійний          | ТОВ «СТІОМІ -Холдінг», різноробочий        |